# Ceratozetes catarinensis
Ceratozetes catarinensis är en kvalsterart som beskrevs av C. och C., jr. Pérez-Íñigo 1993. Ceratozetes catarinensis ingår i släktet Ceratozetes och familjen Ceratozetidae. Inga underarter finns listade i Catalogue of Life.